# Pupulanella gemma
Pupulanella gemma — вид лускокрилих комах родини плоских молей (Depressariidae). Описаний у 2021 році.

## Назва
Видовий епітет gemma походить від латинської мови і означає «дорогоцінний камінь», і відноситься до плями всередині вічка на верхівковій частині переднього крила.

## Поширення
Ендемік Коста-Рики. Типові зразки зібрані у заповіднику Леонело-Ов'єдо в районі Сан-Педро в провінції Сан-Хосе. Виявлений на висоті 1150 м над рівнем моря.

## Спосіб життя
Описано всі стадії розвитку комахи. Кормовою рослиною личинок є Rivina humilis. Яйце відкладається окремо на нижній стороні листя вздовж жилок, а іноді і на стеблах або черешках листя рослини-господаря. Яйця мають сідлоподібну форму з кількома рядами неглибоких, паралельних і почергових поздовжніх виступів і борозен, кожна з яких суміжна з поперечним гребенем на протилежних полярних кінцях, які мають крутий нахил. Перша стадія та рання друга стадія личинок живуть у павутиноподібному шовковистому тунелі на нижній поверхні листя вздовж жилок листя, тоді як пізніші стадії будують і живуть у частково згорнутому укритті вздовж зовнішнього краю листка. Заляльковування відбувається всередині висохлої складки листя в підстилці на землі. Дорослі метелики виявляють незвичайну поведінку виживання, помітно відпочиваючи на верхніх поверхнях листя, оголюючи «помилкову голову» та очну пляму з малюнком на верхівковій частині передніх крил, з обох боків заднього кінця комахи. Крім того, кінцеві частини вусиків і задніх ніг виходять далеко за межі задніх країв крила, сприяючи більш реалістичній міміці, схожій на голову. Самці та самиці сутінкові, літають на короткі відстані серед рослин-господарів.